# Municipio de West Peculiar
El municipio de West Peculiar (en inglés: West Peculiar Township) es un municipio ubicado en el condado de Cass en el estado estadounidense de Misuri. En el año 2010 tenía una población de 7593 habitantes y una densidad poblacional de 81,47 personas por km².

## Geografía
El municipio de West Peculiar se encuentra ubicado en las coordenadas 38°42′33″N 94°27′43″O / 38.70917, -94.46194. Según la Oficina del Censo de los Estados Unidos, el municipio tiene una superficie total de 93.2 km², de la cual 92.95 km² corresponden a tierra firme y (0.27%) 0.25 km² es agua.

## Demografía
Según el censo de 2010, había 7593 personas residiendo en el municipio de West Peculiar. La densidad de población era de 81,47 hab./km². De los 7593 habitantes, el municipio de West Peculiar estaba compuesto por el 94.81% blancos, el 2.03% eran afroamericanos, el 0.45% eran amerindios, el 0.26% eran asiáticos, el 0.08% eran isleños del Pacífico, el 0.61% eran de otras razas y el 1.76% pertenecían a dos o más razas. Del total de la población el 2.57% eran hispanos o latinos de cualquier raza.